# Åse Idland
Åse Idland (Figgjo, 2 de abril de 1973) es una deportista noruega que compitió en biatlón. Ganó una medalla de plata en el Campeonato Mundial de Biatlón de 1994 y una medalla de bronce en el Campeonato Europeo de Biatlón de 1996.

## Palmarés internacional
| Campeonato Mundial | Campeonato Mundial   | Campeonato Mundial | Campeonato Mundial |
| Año                | Lugar                | Medalla            | Prueba             |
| ------------------ | -------------------- | ------------------ | ------------------ |
| 1994               | Canmore (Canadá)     | Medalla de plata   | Equipo             |
| Campeonato Europeo |                      |                    |                    |
| Año                | Lugar                | Medalla            | Prueba             |
| 1996               | Val Ridanna (Italia) | Medalla de bronce  | Relevos            |